# Notothlaspi
Notothlaspi es un género de plantas fanerógamas perteneciente a la familia Brassicaceae. Comprende 4 especies descritas y de estas, solo 2 aceptadas. Es el único género de la tribu Notothlaspideae.

## Taxonomía
El género fue descrito por Joseph Dalton Hooker y publicado en Genera Plantarum 1: 90. 1862.

## Especies aceptadas
A continuación se brinda un listado de las especies del género Notothlaspi aceptadas hasta julio de 2014, ordenadas alfabéticamente. Para cada una se indica el nombre binomial seguido del autor, abreviado según las convenciones y usos.	 
- Notothlaspi australe Hook. f.
- Notothlaspi rosulatum Hook.f.